# Stadio Atatürk (Bursa)
Lo stadio Atatürk era un impianto sportivo di Bursa, in Turchia. Utilizzato per il calcio, era sede degli incontri casalinghi del Bursaspor e poteva ospitare 25 661 persone. Dal 2015 la squadra utilizza la Timsah Arena, costruita in occasione della candidatura della Turchia quale sede del campionato d'Europa 2016.

## Storia
Si trova nello stesso luogo dove precedentemente sorgeva il vecchio stadio della città di Bursa, che fu inaugurato nel 1930. Nel 1995 fu sottoposto a lavori per renderlo idoneo allo svolgimento di partite notturne.